# Guido Rossi (rugbista)
(Guido Rossi)
Guido Rossi (Treviso, 28 aprile 1959) è un ex rugbista a 15 italiano, già pilone del Benetton Treviso, con cui vinse quattro titoli di campione d’Italia. Con 410 incontri è il recordman di presenze nella massima serie rugbistica italiana (Serie A, poi A1).

## Biografia
Pilone cresciuto nel Benetton Treviso, la cui militanza amatoriale alternava al mestiere di agricoltore, in quasi due decenni d'attività con il club vinse quattro titoli di campione d'Italia; esordì in Nazionale nel corso della Coppa FIRA 1981/82 a Mosca (Unione Sovietica-Italia 12-12); prese successivamente parte a tutti i tornei FIRA fino al 1991.
Fu tra i convocati alla Coppa del Mondo di rugby 1987, scendendo in campo nel primo incontro in assoluto di tale competizione, contro gli All Blacks.
Inoltre, stante l'indisponibilità di Stefano Bettarello, fu designato capitano della squadra per il primo test match disputato dall'Italia contro una Nazionale delle Isole Britanniche, l'Irlanda, a Dublino, il 31 dicembre 1988.
Al suo attivo, 45 presenze in azzurro (l'ultima contro la Romania nell'aprile 1991) partecipando a più Tourne con la nazionale in Australia, Argentina, Zimbabwe e venendo convocato della nazionale per la coppa del mondo svoltasi nel 1991.
Venne anche prescelto, unico italiano, a far parte della squadra ad inviti Rest of Europe XV nella partita contro la selezione britannica dei Four Home Unions XV disputata a Twickenham il 22 aprile 1990.
Ha giocato per tutta la carriera alla Benetton Treviso (prima Metalcrom), con una parentesi di una sola stagione a Parma.

## Palmarès
- Campionati italiani: 4
Treviso: 1977-78; 1982-83; 1988-89; 1991-92.